# Гармаев, Гармажап Аюрович

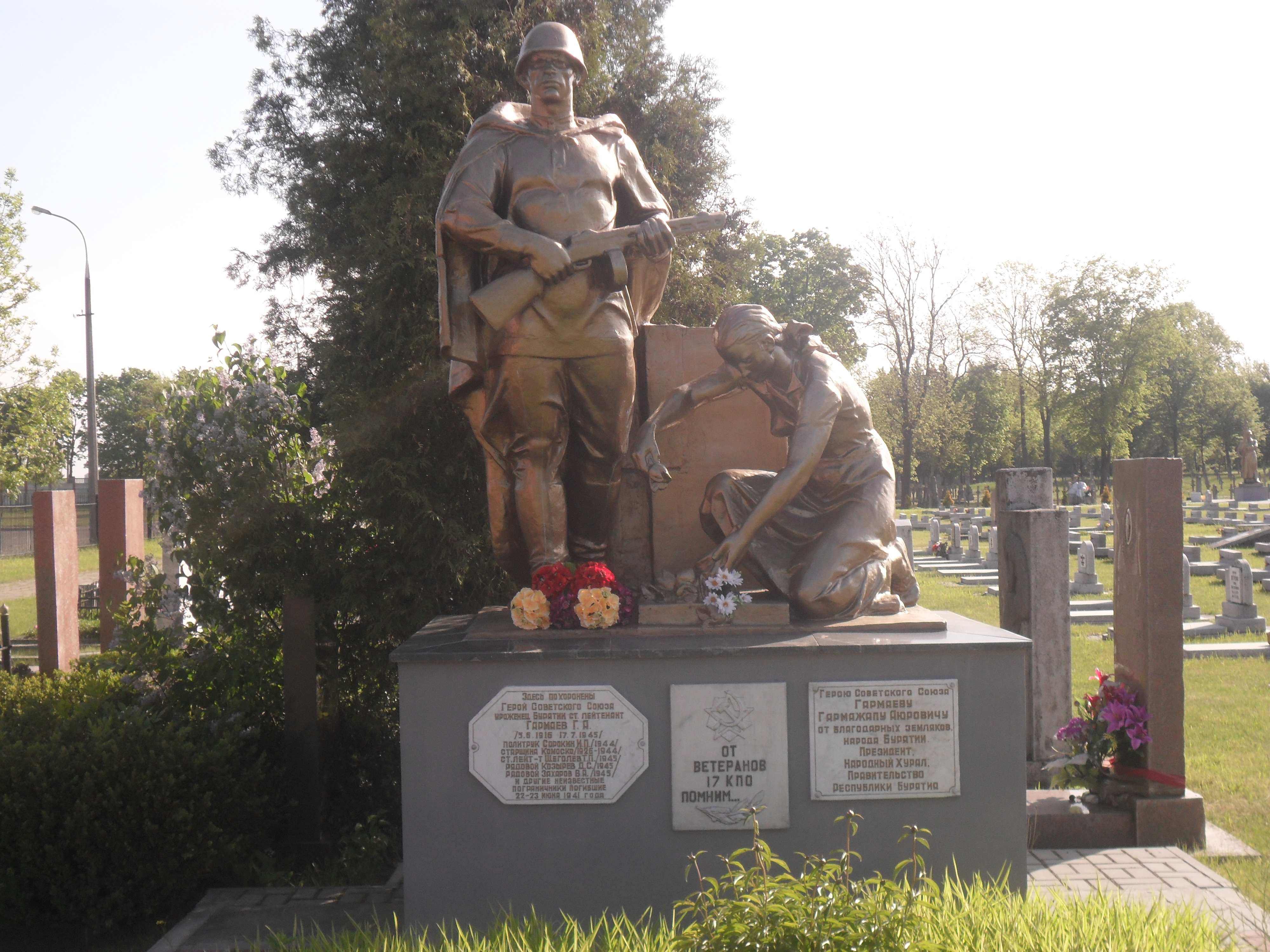
Памятник на братской могиле Гарнизонного кладбища Бреста

Гармажа́п Аю́рович Гарма́ев (бур.  Аюрай Гармажаб; 1916—1945) — старший лейтенант Пограничных войск НКВД СССР, участник советско-финской войны, Герой Советского Союза (1940).

## Биография
Гармажап Гармаев родился 23 мая (по новому стилю — 5 июня) 1916 года в улусе Верхний Торей Забайкальской области (ныне — Джидинский район Бурятии) в семье бедняка-скотовода.
Окончил четыре класса школы, после чего работал в колхозе.
Осенью 1937 года Гармаев был призван на службу в Рабоче-крестьянскую Красную Армию. Служил в 41-м кавалерийском полку 76-й стрелковой дивизии в Ленинградской области. Окончил курсы младшего начальствующего состава, стал командиром отделения. Принимал участие в Польском походе РККА. 
С октября 1939 года Гармаев — помощник командира кавалерийского взвода, с ноября того же года — командир взвода.
Принимал участие в советско-финской войне 1939—1940 годов, в ходе которой отличился. Был пулемётчиком 257-го стрелкового полка 7-й стрелковой дивизии 7-й армии Северо-Западного фронта.
Зимой 1940 года, попав в окружение, Гармаев отстреливался из пулемёта. Нанеся противнику большой урон, он прорвался из окружения, вынеся на себе получившего тяжёлое ранение командира.
В январе 1940 года, скрытно подобравшись к орудию, Гармаев уничтожил его расчёт и, открыв из него огонь, способствовал успеху наступления стрелкового батальона.
В 1940 году Гармаев был демобилизован, после чего работал инструктором Джидинского райкома ВКП(б), затем поступил на службу в местный отдел НКВД СССР. В 1942 году он повторно был призван в армию и направлен на службу в Пограничные войска НКВД СССР. В том же году окончил офицерские курсы, был переводчиком Кяхтинского погранотряда Забайкальского пограничного округа, затем командиром пограничного взвода. С 1944 года Гармаев служил на западной границе СССР, в Бресте. В звании старшего лейтенанта он занимал должность помощника начштаба 3-й погранкомендатуры.
В боях с бандами националистов Гармажап Аюрович получил тяжелое ранение и 16 июля 1945 года скончался. Похоронен на Гарнизонном кладбище Бреста.

## Награды
- Указом Президиума Верховного Совета СССР от 11 апреля 1940 года красноармеец Гармажап Гармаев был удостоен высокого звания Героя Советского Союза с вручением ордена Ленина и медали «Золотая Звезда» за номером 220[1].
- Также был награждён рядом медалей.

## Память
- В честь Гармажапа Гармаева названы две погранзаставы.
- В Бресте, в сквере защитников границы, установлен памятник Герою[1].
- В честь Героя названа улица в Улан-Удэ.